# Daniel Maximiliaan Marie van Hangest d' Yvoy
Daniel Maximiliaan Marie van Hangest baron d' Yvoy, heer van Mijdrecht (Ruurlo, 23 april 1899 - Rozendaal, 17 mei 1987) was een Nederlandse burgemeester.

## Leven en werk
Van Hangest d' Yvoy werd in 1899 geboren als zoon van de oud-burgemeester van Ruurlo Louis Gaspar Adrien van Hangest baron d' Yvoy, heer van Mijdrecht en van Albertine Otteline Ernestine gravin van Limburg Stirum. Hij werd vernoemd naar zijn grootvader van vaderskant, kamerheer in buitengewone dienst van koning Willem III, mr. Daniel Maximilien Marie van Hangest baron d' Yvoy.
Van Hangest d' Yvoy begon zijn loopbaan als gemeenteambtenaar bij de toenmalige gemeente Laren. In 1934 werd hij benoemd tot burgemeester van de gemeente Rozendaal. Na dertig jaar deze functie te hebben vervuld  kreeg hij op zijn verzoek in 1964 eervol ontslag als burgemeester van Rozendaal. In 1963 werd hij benoemd tot ridder in de Orde van Oranje-Nassau. Na zijn pensionering werd hij als burgemeester opgevolgd door zijn schoonzoon jhr. mr. Conradin Flugi van Aspermont. Na het overlijden van zijn schoonzoon in 1968 werd diens weduwe - dochter van Van Hangest d' Yvoy uit zijn eerste huwelijk - Henriëtte Louise Mathie van Hangest d'Yvoy burgemeester van Rozendaal.
Van Hangest d' Yvoy  was tweemaal getrouwd, met Matthia Maria Anna barones van Voërst van Lynden (1903-1932) en met jkvr. Berendina Johanna de Blocq Van Scheltinga (1904-1961). Hij overleed in mei 1987 op 88-jarige leeftijd. Hij werd op 21 mei 1987 begraven op de begraafplaats Rosendael te Rozendaal. Hij was rechtsridder in de Johanniterorde.